# Dorfkirche Massen

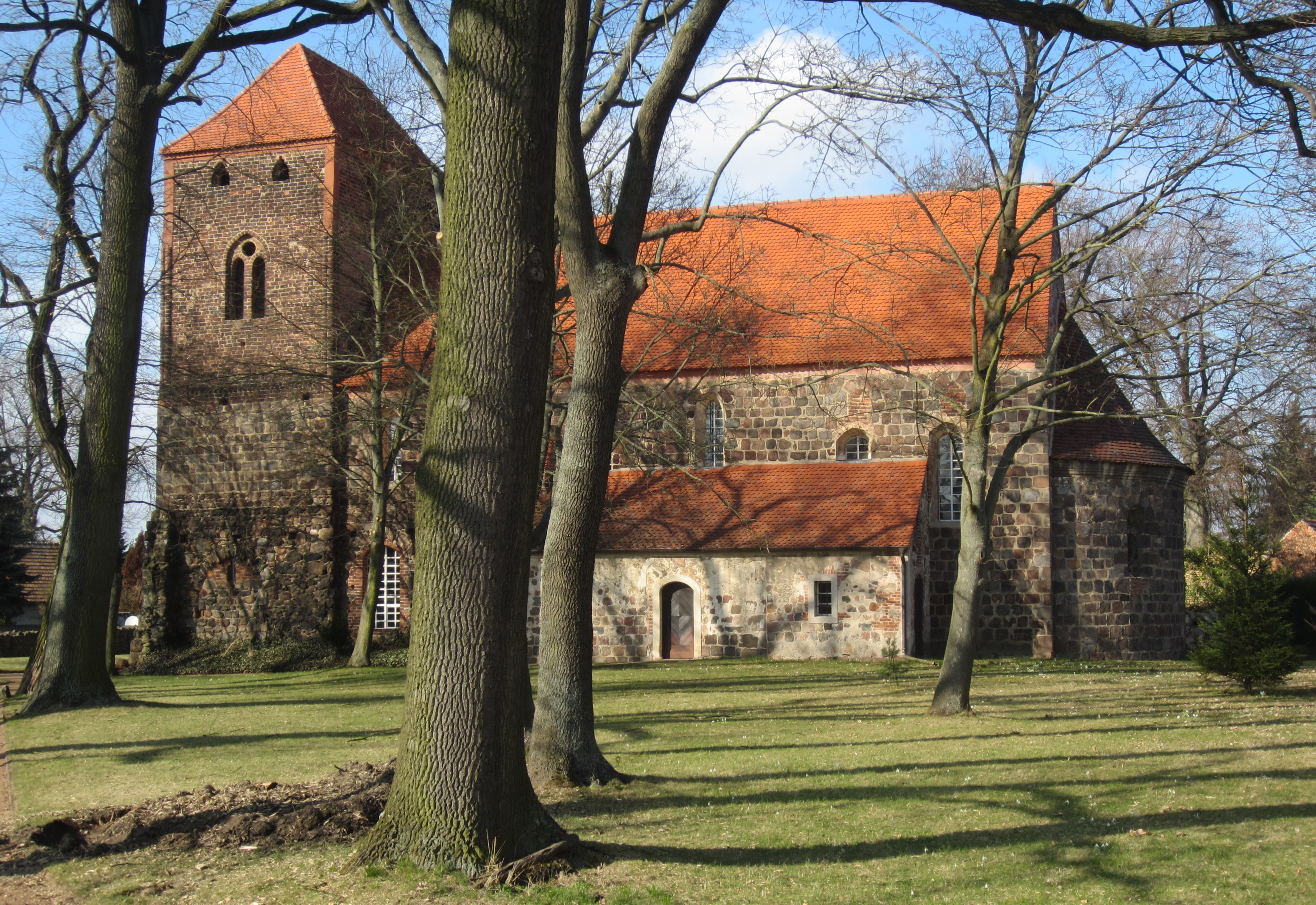
Dorfkirche Massen

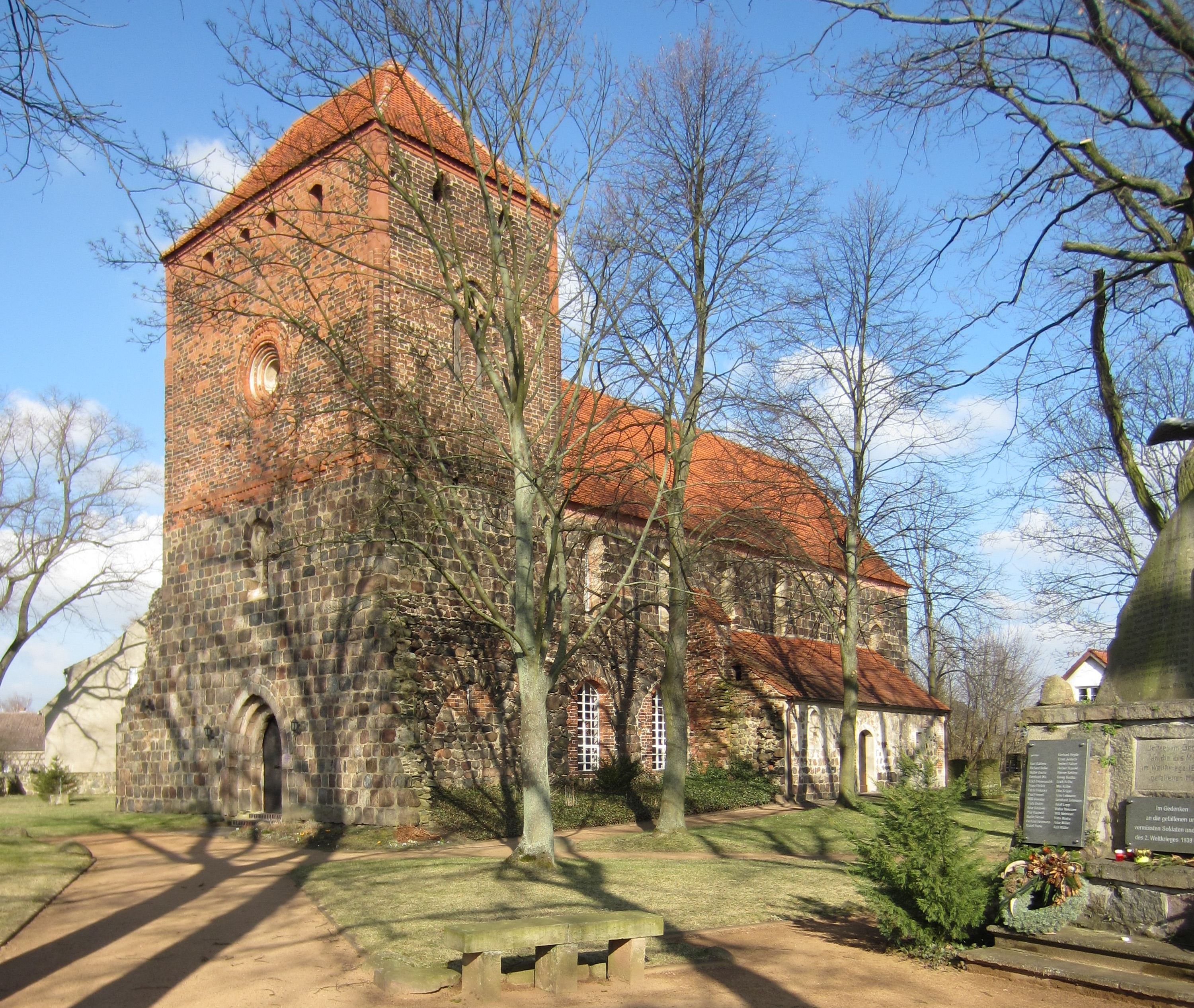
Ansicht von Südwest

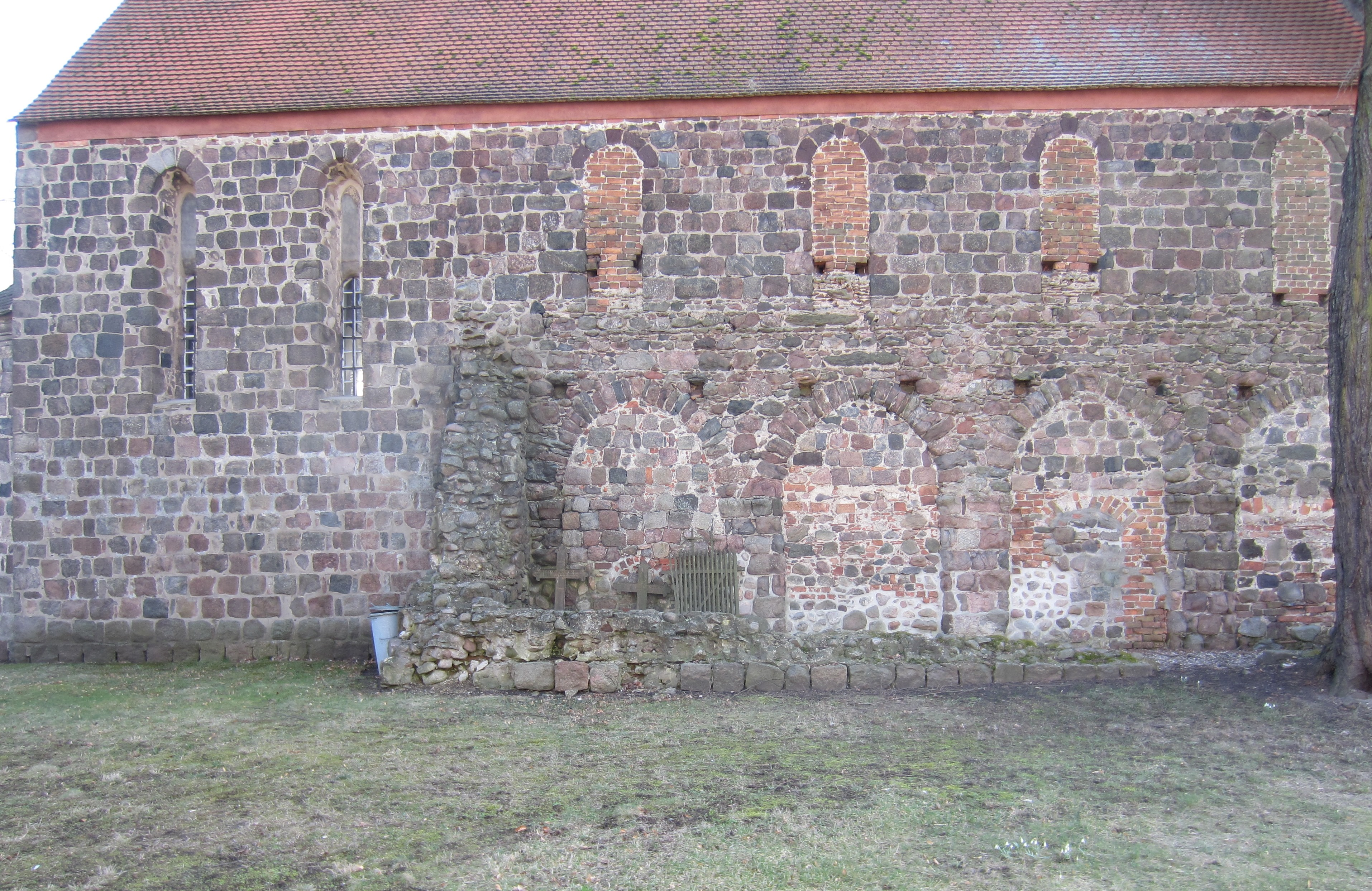
Vermauerte Langhausarkaden auf der Nordseite

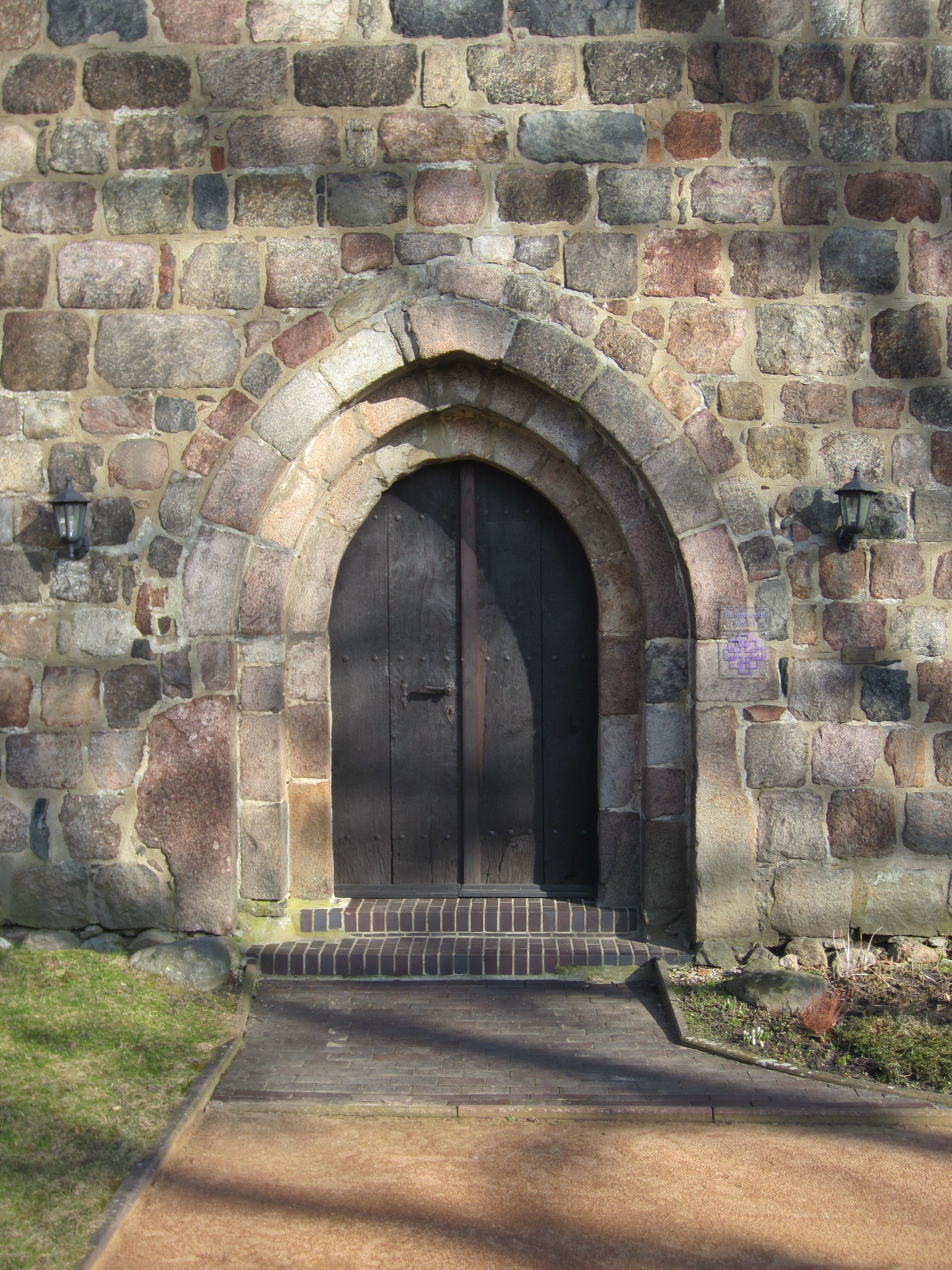
Westportal

Die evangelische Dorfkirche Massen ist eine spätromanische Feldsteinkirche in Massen, einem Ortsteil der Gemeinde Massen-Niederlausitz im Landkreis Elbe-Elster in Brandenburg. Sie gehört zur Kirchengemeinde Massen in der Region Finsterwalde im Kirchenkreis Niederlausitz der Evangelischen Kirche Berlin-Brandenburg-schlesische Oberlausitz und kann nach Anmeldung besichtigt werden.

## Geschichte und Architektur
Die Dorfkirche Massen ist ein stattlicher, einst basilikaler Feldsteinquaderbau aus der Zeit um die Mitte des 13. Jahrhunderts mit nahezu quadratischem, schiffsbreitem Chor, halbrunder Apsis und mächtigem Westquerturm. Als Basilika ist sie ungewöhnlich (vergleichbar mit der Dorfkirche Lindena) und in Bezug auf die Sorgfalt der Ausführung in der Region einzigartig.
In der ersten Hälfte des 16. Jahrhunderts wurde das Mittelschiff mit Zellengewölben eingewölbt; wahrscheinlich um dieselbe Zeit wurden die Langhausarkaden vermauert und die Seitenschiffe bis auf die drei Ostjoche des südlichen Seitenschiffs abgetragen. Die östlich daran anschließende frühere Sakristei mit Gratgewölbe stammt vermutlich aus dem 18. Jahrhundert und wurde später als Heizraum genutzt. Die Kirche wurde im 18. Jahrhundert (nach Inschrift über dem Südeingang 1705) renoviert.
Der Westturm ist als dreigliedriger Querturm in der Breite des basilikalen Langhauses angelegt. Das auf Mittelschiffsbreite eingezogene Obergeschoss wurde wohl noch im 13. Jahrhundert in Backsteinmauerwerk mit lisenenartiger Rahmung weitergeführt. In spätgotischer Zeit wurden Schallöffnungen und der niedrige Aufsatz unter dem Walmdach hinzugefügt. Ein zweifach gestuftes spitzbogiges Westportal erschließt die Kirche. Auf der Südseite des Chors ist eine ebenfalls spitzbogige Priesterpforte, die im 19. Jahrhundert zugesetzt wurde, innerhalb der ehemaligen Sakristei zu finden. Die meisten Fenster sind barock verändert, erhalten blieben nur ein kleines rundbogiges Fenster im südlichen Seitenschiff sowie teils rundbogige, teils spitzbogige Fenster in Chor und Apsis. Auch die ursprünglichen Obergadenfenster sind noch gut zu erkennen; ihre Leibungen sind in lebendigem Wechsel aus hellen Feld- und dunklen Raseneisensteinen gestaltet.
Im Innern war das Langhaus einst mit spitzbogigen, jetzt auf Nischen reduzierten Arkaden über quadratischen Pfeilern gegliedert; die einfach gekehlten Kämpfer sind noch teilweise außen in der Vermauerung erkennbar. Aus romanischer Zeit stammen der breitspitzbogige Triumphbogen und die Halbkuppelgewölbe. Die Seitenschiffe waren einst flach gedeckt; im Mittelschiff und im Chor sind Zellengewölbe eingezogen, ebenso in den erhaltenen Ostjochen des südlichen Seitenschiffs. Die Räume des ehemals dreigliedrigen Turms waren einst durch große Spitzbögen zueinander geöffnet. Die Turmhalle wird heute durch eine Bretterdecke aus dem 19. Jahrhundert abgeschlossen.

## Ausstattung
Auf dem großen Blockaltar aus dem 13. Jahrhundert steht ein aufwändiges Retabel, das im Jahre 1701 vom Kunsttischler Abraham Jäger angefertigt und 1706 von einem unbekannten Maler farblich gestaltet wurde. Es zeigt im Hauptfeld ein Kreuzigungsgemälde gerahmt von plastischen Blattwerkwangen, in der Predella ein ovales Gemälde des Abendmahls und im Auszug eine Kartusche mit der Grablegung. Über dem gesprengten Giebel sind Engel und eine Freifigur des Auferstandenen angeordnet. Die seitlichen Durchgänge wurden wohl im 20. Jahrhundert verändert.
Die 1629 datierte Kanzel in Spätrenaissanceformen zeigt in den bemalten Füllungen: am polygonalen Korb Christus und die Evangelisten zwischen Ecksäulchen, an der Tür Petrus und Paulus und am Aufgang zwei Jakobsszenen. Der Taufengel wurde 1705 ebenfalls von Abraham Jäger angefertigt und mit Krone und Muschel ausgestaltet. Er erhielt seine Sichtfassung um 1910 und wurde 1996/97 restauriert. An Gestühl sind das Gemeindegestühl vom Anfang des 18. Jahrhunderts und ein Pfarrstuhl aus dem Jahr 1624 zu erwähnen. Ein Patronatsstuhl stammt aus der zweiten Hälfte des 17. Jahrhunderts, ein weiteres Gestühl ist 1621 datiert.
Eine auf das Jahr 1701 datierte dreiseitige Empore, die im Norden und Westen doppelgeschossig ausgebildet ist, wurde mehrfach vergrößert. Die Empore im Süden zeigt derb-ausdrucksvolle, teilweise übermalte Brüstungsmalereien vom Anfang 18. Jahrhunderts: Auf Erschaffung der Menschen und Sündenfall folgt, angekündigt durch zwölf namentlich bezeichnete Propheten, die Geburt Christi und das Jüngste Gericht. Die Fassung der Holzteile wurde zu Beginn des 20. Jahrhunderts ergänzt und erneuert.
Die Orgel ist ein Werk von Johann Christoph Schröther dem Jüngeren aus dem Jahr 1821 mit 12 Registern auf zwei Manualen und Pedal, wurde 1881 von Nikolaus Schrickel erweitert und ab 2014 restauriert.